# Atelognathus nitoi
Atelognathus nitoi és una espècie de granota de la família del leptodactílids. Només es pot trobar a la seva localitat tipus a l'oest de l'Argentina, a Laguna Verde, al Cerro Challhuanco, i en zones properes, entre els 1.300 i els 1.550 metres d'altitud. És comuna dins de la seva limitada distribució, amb una població mínima estimada de 1.000 individus l'any 1999. El volum poblacional es manté estable.
Viu en basses permanents o temporals i en zones humides de boscos caducifolis. Es reprodueix en basses permanents. No es troba en hàbitats modificats. Riscos potencials per a la seva supervivència són els incendis i l'augment del turisme.